# Bahnstrecke Forchheim–Höchstadt
| Streckennummer: | 5112                 |                             |                             |
| Kursbuchstrecke (DB): | 822                  |                             |                             |
| Kursbuchstrecke: | 414h (1946)          |                             |                             |
| Streckenlänge: | 22,7 km              |                             |                             |
| Spurweite: | 1435 mm (Normalspur) |                             |                             |
| |                      |                             |                             |
| \| \| \| von Bamberg \| \| \| \| 0,0 \| Forchheim (Oberfr) \| Forchheim (Oberfr) \| \| \| \| Trubbach \| \| \| \| \| nach Behringersmühle \| \| \| \| 1,5 \| Abzw Augrabenbrücke \| Abzw Augrabenbrücke \| \| \| \| nach Nürnberg Hbf \| \| \| \| \| Bundesstraße 470 \| \| \| \| 2,2 \| (Streckenende bis ca. 2015) \| (Streckenende bis ca. 2015) \| \| \| \| Bundesautobahn 73 \| \| \| \| \| Main-Donau-Kanal \| \| \| \| 4,3 \| Hausen (b Forchheim) \| Hausen (b Forchheim) \| \| \| 7,0 \| Heroldsbach \| Heroldsbach \| \| \| 9,4 \| Poppendorf (Oberfr) \| Poppendorf (Oberfr) \| \| \| 11,8 \| Hemhofen \| Hemhofen \| \| \| \| Bundesstraße 470 \| \| \| \| 15,4 \| Adelsdorf (Oberfr) \| Adelsdorf (Oberfr) \| \| \| \| Bundesstraße 470 \| \| \| \| 17,4 \| Neuhaus (b Höchstadt/Aisch) \| Neuhaus (b Höchstadt/Aisch) \| \| \| \| Bundesautobahn 3 \| \| \| \| 20,4 \| Gremsdorf \| Gremsdorf \| \| \| 22,7 \| Höchstadt (Aisch) \| Höchstadt (Aisch) \| |                      |                             |                             |
| Strecke |                      | von Bamberg                 | von Bamberg                 |
| Bahnhof | 0,0                  | Forchheim (Oberfr)          | Forchheim (Oberfr)          |
| Brücke über Wasserlauf |                      | Trubbach                    | Trubbach                    |
| Abzweig geradeaus und nach links |                      | nach Behringersmühle        | nach Behringersmühle        |
| ehemalige Blockstelle | 1,5                  | Abzw Augrabenbrücke         | Abzw Augrabenbrücke         |
| Abzweig ehemals geradeaus und nach links |                      | nach Nürnberg Hbf           | nach Nürnberg Hbf           |
| Strecke mit Straßenbrücke (Strecke außer Betrieb) |                      | Bundesstraße 470            | Bundesstraße 470            |
| Strecke (außer Betrieb) | 2,2                  | (Streckenende bis ca. 2015) | (Streckenende bis ca. 2015) |
| Strecke mit Straßenbrücke (Strecke außer Betrieb) |                      | Bundesautobahn 73           | Bundesautobahn 73           |
| Brücke über Wasserlauf (Strecke außer Betrieb) |                      | Main-Donau-Kanal            | Main-Donau-Kanal            |
| Haltepunkt / Haltestelle (Strecke außer Betrieb) | 4,3                  | Hausen (b Forchheim)        | Hausen (b Forchheim)        |
| Haltepunkt / Haltestelle (Strecke außer Betrieb) | 7,0                  | Heroldsbach                 | Heroldsbach                 |
| Haltepunkt / Haltestelle (Strecke außer Betrieb) | 9,4                  | Poppendorf (Oberfr)         | Poppendorf (Oberfr)         |
| Bahnhof (Strecke außer Betrieb) | 11,8                 | Hemhofen                    | Hemhofen                    |
| Strecke mit Straßenbrücke (Strecke außer Betrieb) |                      | Bundesstraße 470            | Bundesstraße 470            |
| Haltepunkt / Haltestelle (Strecke außer Betrieb) | 15,4                 | Adelsdorf (Oberfr)          | Adelsdorf (Oberfr)          |
| Strecke mit Straßenbrücke (Strecke außer Betrieb) |                      | Bundesstraße 470            | Bundesstraße 470            |
| Haltepunkt / Haltestelle (Strecke außer Betrieb) | 17,4                 | Neuhaus (b Höchstadt/Aisch) | Neuhaus (b Höchstadt/Aisch) |
| Strecke mit Straßenbrücke (Strecke außer Betrieb) |                      | Bundesautobahn 3            | Bundesautobahn 3            |
| Haltepunkt / Haltestelle (Strecke außer Betrieb) | 20,4                 | Gremsdorf                   | Gremsdorf                   |
| Kopfbahnhof Streckenende (Strecke außer Betrieb) | 22,7                 | Höchstadt (Aisch)           | Höchstadt (Aisch)           |

Die Bahnstrecke Forchheim–Höchstadt an der Aisch war eine Nebenbahn in Bayern. Sie zweigte in Forchheim aus der Bahnstrecke Nürnberg–Bamberg ab und führte im Aischgrund über Hemhofen nach Höchstadt an der Aisch. Sie wurde auch als Aischgrundbahn, Hirtenbachtalbahn oder Hemhofenbahn bezeichnet.

## Geschichte

### Planungen
Im Jahr 1869 wurde ein erster Projektentwurf für eine Lokalbahn in der Region angefertigt. Dieser sah eine Strecke vor, welche in Neustadt an der Aisch begann, über Höchstadt und Forchheim führte und ihren Endpunkt in Bayreuth besitzen sollte. Für den Abschnitt Neustadt (Aisch) – Forchheim lagen sogar schon konkrete Kostenplanungen vor. Die Stadt Bamberg sah darin allerdings eine Gefahr für ihre Handelsbeziehungen mit dem Aischgrund und sprach sich stattdessen für eine eigene Verbindung mit Neustadt aus. Dieser Vorschlag wurde ab 1877 nicht weiter verfolgt. Auch das ursprüngliche Projekt scheiterte in seiner anfangs vorgesehenen Form. 1879 kam die Kammer der Reichsräte zur Entscheidung, dass der Bau durchgehender Bahnstrecken in Bayern als abgeschlossen erachtet und lediglich der Ausbau vereinfachter Nebenbahnen vorangetrieben wird. Damit waren insbesondere eine Verlängerung nach Bayreuth sowie der Abschnitt Höchstadt-Neustadt ausgeschlossen.
Da Höchstadt dennoch an das Schienennetz angebunden werden sollte, wurden zwei Optionen auserkoren:
1. Strullendorf – Frensdorf – Pommersfelden – Höchstadt (und damit ein potentieller Anschluss an die obere Steigerwaldbahn)
2. Forchheim bzw. Eggolsheim – Adelsdorf – Höchstadt

Die Stadtverwaltung in Höchstadt sah in der näheren Anbindung an Nürnberg die größeren Chancen und sagte eine finanzielle Beteiligung nur für die zweite Variante zu. So stand nun noch die Entscheidung zwischen Eggolsheim als Ausgangspunkt, welche von vielen Anliegergemeinden favorisiert wurde, und Forchheim. Da letztere einen Zuschuss von 30.000 Mark zusagte sowie eine deutlich bessere Verbindung nach Nürnberg in Aussicht stellte, fiel die Entscheidung auf die fränkische Königsstadt. Darüber hinaus konnten in Wechselwirkung mit der ebenfalls zu dieser Zeit entstehenden Wiesenttalbahn Kosteneinsparungen vorgenommen werden: Für beide Bahnstrecken war eine Reservelokomotive vorgeschrieben, die somit gemeinsam genutzt werden konnte.
Am 30. April 1888 wurde der Bau und Betrieb der beiden Forchheimer Nebenbahnen schließlich durch Prinzregent Luitpold von Bayern gesetzlich genehmigt.

### Errichtung
Die Höchstadter Bevölkerung musste sich allerdings noch etwas gedulden, denn Priorität hatte die Wiesenttalbahn in die Fränkische Schweiz. Da sich deren Errichtung über das gesamte Jahr 1890, sowie bis zum Frühsommer 1891 erstreckte, konnten die Bauarbeiten in Richtung Aischgrund erst nach der Aufnahme des fahrplanmäßigen Verkehrs am 1. Juni 1891 starten.
Zur Gleisbettung wurden insgesamt 19.063m3 Kies und grobkörniger Sand aufgewendet. Für den Transport dieser Materialien standen hierbei zehn Fuhrwerke und maximal 66 Rollwagen zur Verfügung. Um dies zu stemmen, waren zeitweise bis zu 400 Arbeitskräfte im Einsatz.
Der Oberbau der Hirtenbachtalbahn gestaltete sich ursprünglich wie folgt:
1. Im Forchheimer Ortsbereich wurde auf dem ersten Abschnitt mit einer Länge von 1,1km das Gleis der Wiesentalbahn mitgenutzt
2. Die folgenden 874m wurde ein Querschwellen-Oberbau verwendet, d. h. die Holzbalken lagen quer zur Schiene
3. Die restliche Strecke war in der Längsschwellen-Bauweise ausgeführt

Darüber hinaus wurden neben der Endstation Höchstadt auch die weiteren Haltstellen Hausen, Heroldsbach, Hemhofen, Adelsdorf, Neuhaus und Gremsdorf mit entsprechenden Gebäuden errichtet. Poppendorf stellte lediglich einen Halteplatz dar.

### Eröffnung und Betrieb
Die 23 Kilometer lange normalspurige Lokalbahn wurde am 16. November 1892 von der Bayerischen Staatsbahn eröffnet.
Der Personenverkehr war rege; 1963 verkehrten werktags neun Personenzugpaare, sonntags fünf.
Für den Bau der Bundesautobahn 3 wurde 1961/62 bei Gremsdorf ein Deckenbaubahnhof errichtet, an dem die Baustoffe angeliefert und für den Bau aufbereitet wurden. Das brachte ein erhebliches zusätzliches Frachtaufkommen. Nach Abschluss der Arbeiten wurden die Anlagen wieder rückgebaut.
Der Personenverkehr endete am 28. September 1984. Als Antwort hierauf gründete sich 1984 der Verein „Localbahn Aischgrund e. V.“, der anstrebte, einen Museumsbahnverkehr einzurichten. Dieses Vorhaben gelang jedoch nur zum Teil, als Vermittler für andere Museumsbahnen. Zwischenzeitlich hat sich der Verein aufgelöst.
Der letzte Güterzug zwischen Hemhofen und Höchstadt fuhr am 2. März 1995. Die Stilllegung dieses Abschnittes erfolgte zum 1. Oktober 1995. Dem war eine Genehmigung des Eisenbahn-Bundesamtes vom 11. Juli 1995 vorausgegangen. Nach Hemhofen endete der Güterverkehr am 31. Dezember 1999.

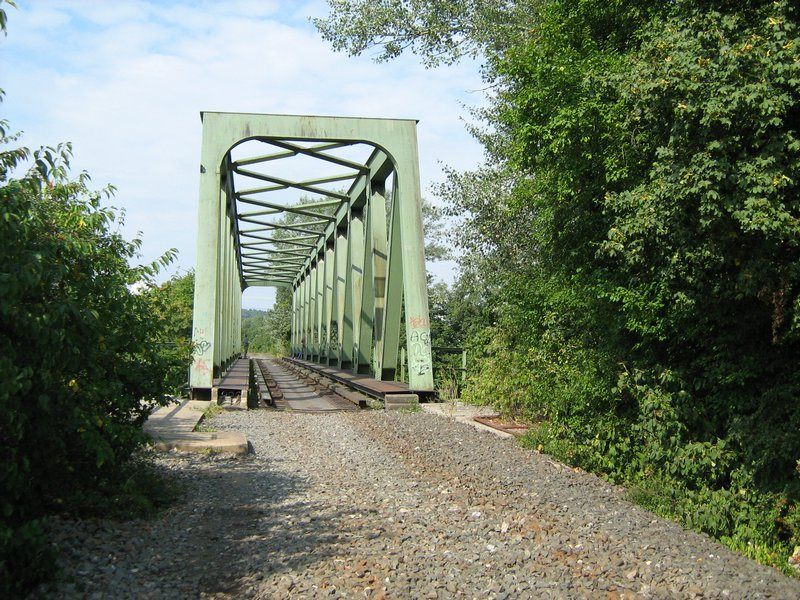
Brücke über den Main-Donau-Kanal nach dem Streckenabbau (2009)

In den 1990er Jahren war die Bahnstrecke Teil eines geplanten Maximalnetzes der Stadt-Umland-Bahn Erlangen, einem Projekt der Städte Erlangen und Nürnberg sowie der Landkreise Erlangen-Höchstadt und Forchheim. Zuletzt war als erste Betriebsstufe die Wiederaufnahme eines dieselbetriebenen Personenverkehrs zwischen Forchheim und Hemhofen und perspektivisch dessen Verlängerung nach Höchstadt geplant. Im Jahre 2002 scheiterten die Verhandlungen zu dieser Wiederinbetriebnahme, als die Anliegergemeinden das damit verbundene finanzielle Risiko nicht übernehmen wollten.
In der Folge begann die DB Netz Ende 2002 ein Verfahren nach § 11 AEG zur Abgabe und Stilllegung von Eisenbahninfrastruktureinrichtungen für den verbliebenen Abschnitt Forchheim–Hemhofen. Die Bemühungen der Deutschen Regionaleisenbahn, die den Abschnitt daraufhin eine Zeit lang gepachtet hatte, blieben erfolglos. Am 1. April 2005 wurde der Abschnitt stillgelegt.
Am 4. September 2007 eröffnete das Eisenbahn-Bundesamt schließlich das Beteiligungsverfahren zur endgültigen Freistellung (Entwidmung) der gesamten 22 Kilometer langen Strecke, das am 21. Februar 2008 antragsgemäß abgeschlossen wurde. Abschnittsweise sollen deren Flächen für den Bau von Ortsumgehungsstraßen und Bahntrassenradwegen verwendet werden.

### Relikte und heutiger Zustand
Die ursprüngliche Trasse ist im Luft- oder Satellitenbild noch erkennbar und teilweise noch geschottert, jedoch bereits an einigen Stellen unterbrochen und überbaut. Ehemalige Empfangsgebäude – so zum Beispiel in Zeckern oder Höchstadt – sind größtenteils noch erhalten und werden teilweise von diversen privaten Mietern bzw. Eigentümern genutzt. In der Nähe des ehemaligen Bahnhofs Zeckern sind auch Gleisreste erhalten. Die Buslinie 206 im Verkehrsverbund Großraum Nürnberg bedient auf Teilen der ehemaligen Strecke (Forchheim-Zeckern) auch Haltestellen in unmittelbarer Nähe der ehemaligen Bahnhöfe.

## Betriebssituation Bahnhof Forchheim
Am Bahnhof Forchheim zweigt noch die Nebenbahn nach Ebermannstadt ab. Bis etwa 1990 führte das Gleis 1 direkt aus dem Bahnhof nach Höchstadt, das Gleis 5 direkt aus dem Bahnhof nach Behringersmühle. Die südlich des Bahnhofes liegende Trubbachbrücke war zu diesem Zweck viergleisig ausgeführt. Im Rahmen von Umbaumaßnahmen wurden die beiden Außengleise der Brücke stillgelegt und die Gleise 1 und 5 im Bahnhofsbereich direkt in die Hauptstrecke nach Nürnberg eingefädelt. Das Bahnsteiggleis 1 wurde abgebaut. Im Zuge der S-Bahn-Bauarbeiten wurde einige Jahre später das Gleis 1 als Stumpfgleis für die in Forchheim endenden Züge wieder eingebaut, jedoch im Norden Richtung Bamberg nicht mehr angeschlossen. Im Rahmen des Umbaus des Bahnhofs Forchheim im Zuge des viergleisigen Ausbau der Bahnstrecke Nürnberg–Bamberg wurde seit 2018 Gleis 1 zu einem Durchgangsgleis für den Regionalverkehr.

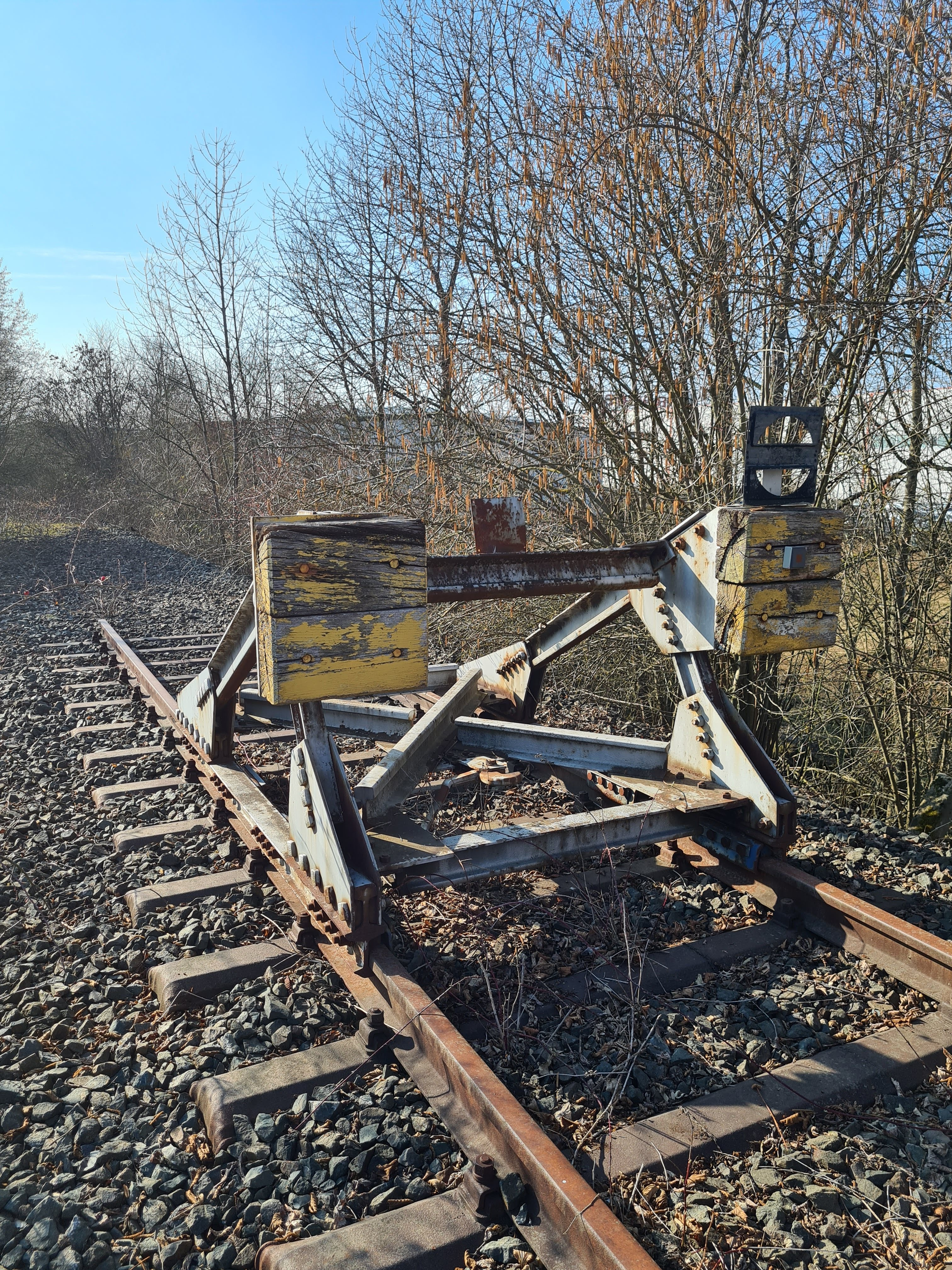
Prellbock zwischen der Bundesstraße 470 und der Bundesautobahn 73 in Forchheim, 2021
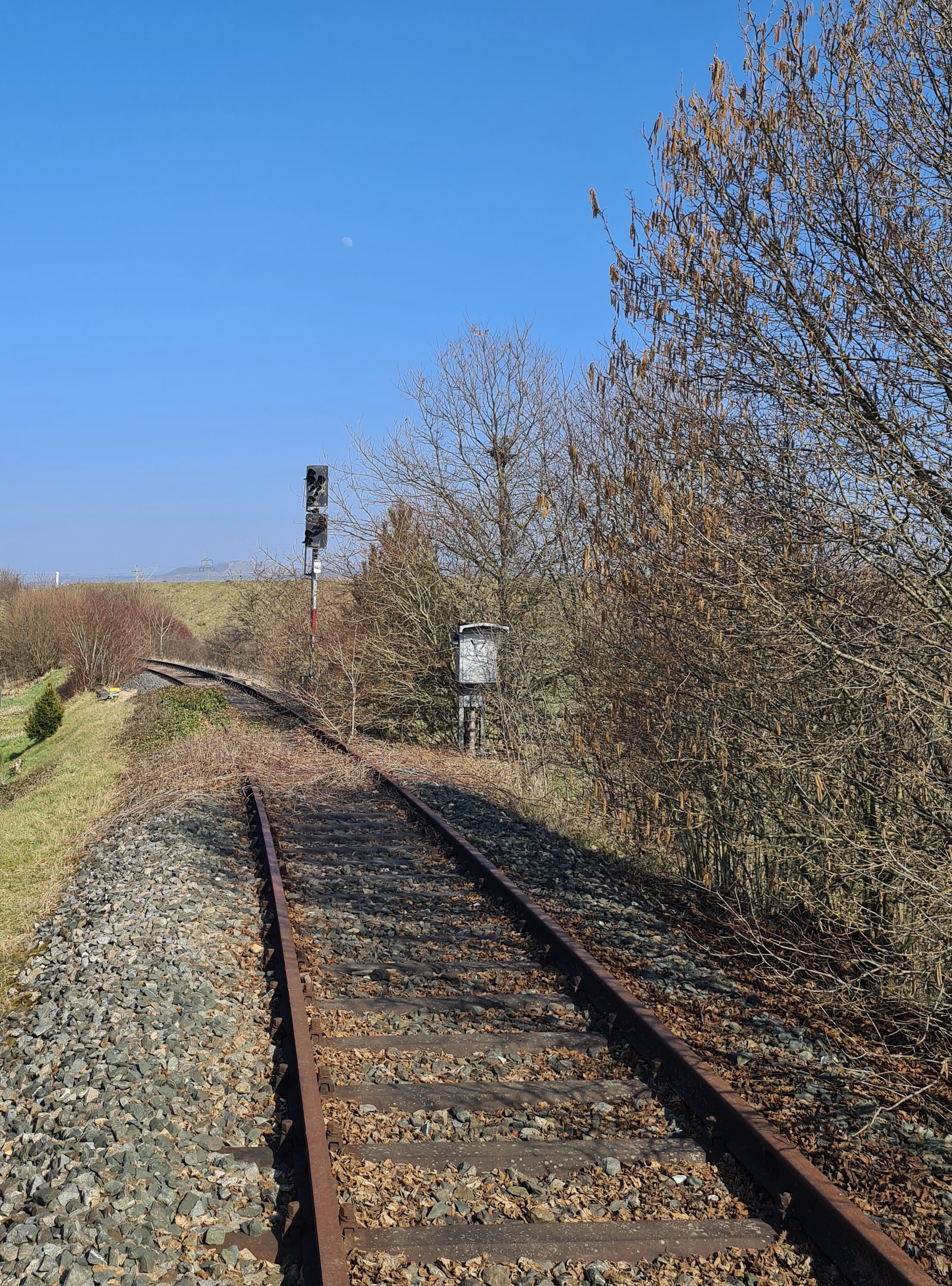
Gleisüberreste in Forchheim mit Eisenbahnsignal, 2021
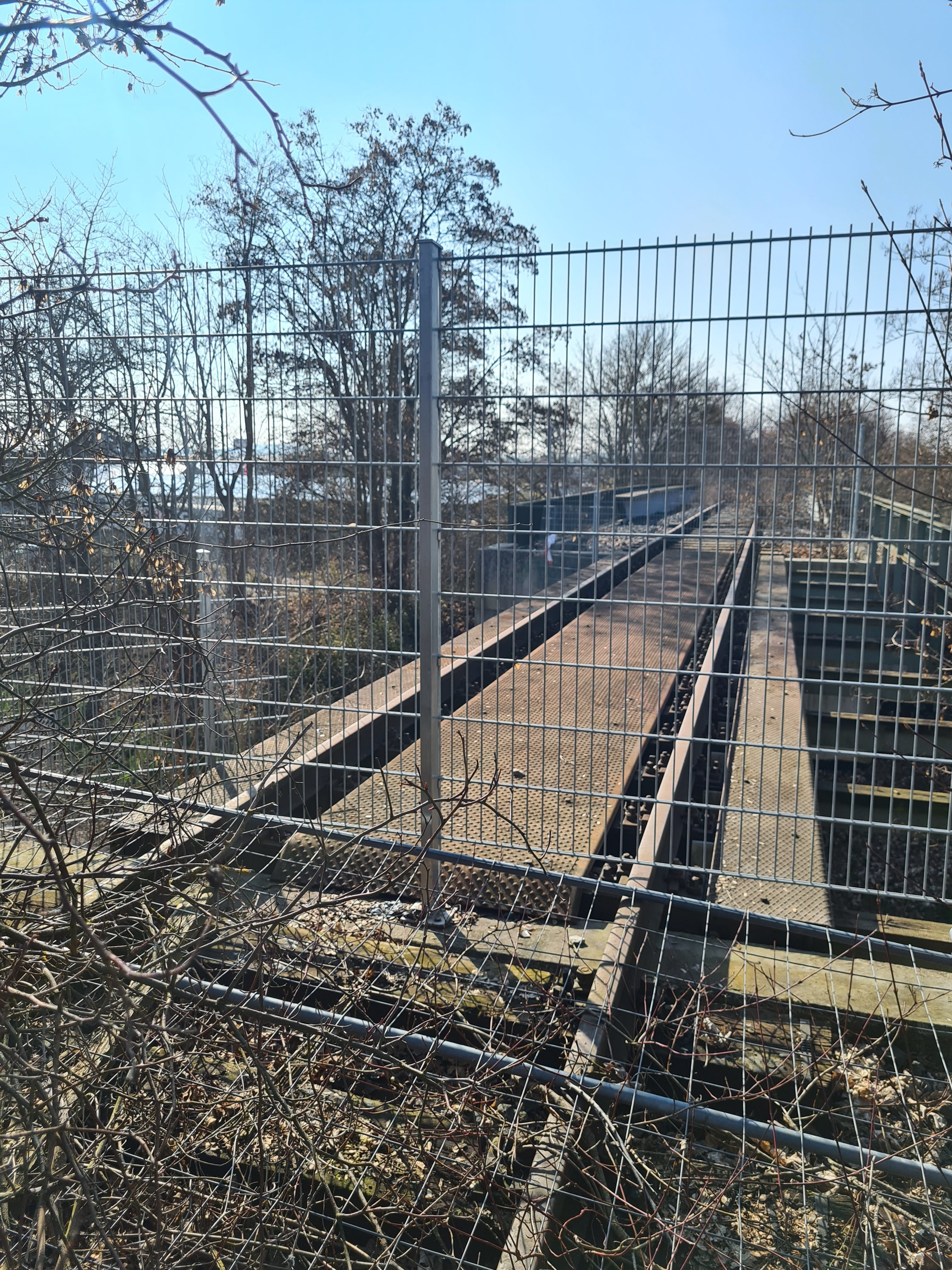
Mit Gitter versperrte Eisenbahnbrücke über Bundesstraße 470 Forchheim, 2021

## Film
- Lokalbahn Forchheim–Höchstadt. In: Schienen zum Nachbarn – Nebenbahnen zwischen Nürnberg und Bamberg. Teil 2. AV-Technik Greger, Erlangen 1993, min 15:14–35:54 (online auf YouTube [abgerufen am 2. November 2022]).